# Boris Šinigoj mlajši
Boris Šinigoj (mlajši), slovenski filozof in lutnjar, * 20. junij 1962, Ljubljana.
Na Akademiji za glasbo v Ljubljani je študiral kitaro, filozofijo pa na Filozofski fakulteti v Ljubljani. Že pred tem je pričel z igranjem na renesančno lutnjo. Je eden izmed redkih slovenskih poustvarjalcev na renesančne instrumente. Uči v glasbeni šoli Vič-Rudnik, sicer pa deluje kot profesor filozofije na Gimnaziji Poljane (Ljubljana).
Aktivno deluje kot solist ali v Duu Jubilet, s tenoristom Marjanom Trčkom. 
Njegov oče je slovenski pozavnist Boris Šinigoj.
Je član KUD Logos. Na filozofskem področju se ukvarja s filozofsko recepcijo ruske filozofije, predvsem religioznih mislecev kot so Berdjajev, Solovjov  in Florenski. Je avtor zbirke filozofskih esejev v knjižni obliki »Spodbuda k filozofiji« (COBISS).